# Phodopus campbelli
Phodopus campbelli (Карликовий хом’як Кемпбелла) — вид хом'яків з роду Phodopus. Його загальну назву дав Олдфілд Томас на честь Чарльза Вільяма Кемпбелла, який зібрав перший зразок у Монголії 1 липня 1902 року. Його відрізняють від близькоспорідненого джунгарського хом'яка тим, що він має менші вуха та відсутність темного хутра на маківці. Карликовий хом'як Кемпбелла зазвичай має вузьку смужку на спині порівняно з джунгарським хом'яком і сіре хутро на животі. Цього хом'яка можна вирощувати в неволі й тримати як маленьку домашню тварину.
У дикій природі період розмноження карликового хом’яка Кемпбелла залежить від місця розташування. Наприклад, сезон розмноження починається в середині квітня в Туві і в кінці квітня в Монголії. Однак у неволі немає фіксованого сезону розмноження, і вони можуть розмножуватися часто протягом року. Самки зазвичай стають статевозрілими у два місяці, а період вагітності зазвичай становить 20 днів. Карликовий хом'як Кемпбелла сутінковий, як і всі види Phodopus, і активний протягом року. Карликові хом’яки Кемпбелла всеїдні, тому харчуються як рослинним матеріалом, так і комахами. Карликовий хом'як Кемпбелла мешкає в норах з чотирма-шести горизонтальними і вертикальними тунелями в степах і напівпустелях Центральної Азії, горах Алтаю, автономних районах Туви і провінції Хебей на північному сході Китаю. Батьківщиною є Китай, Казахстан, Монголія та Росія.

## Морфологічна характеристика
Довжина голови і тулуба карликового хом'яка Кемпбелла становить від 80 до 103 міліметрів, довжина хвоста — від 4 до 14 міліметрів. Задні лапи мають довжину від 12 до 18 міліметрів, пери 13–15 міліметрів. Інформації про масу тіла карликового хом'яка Кемпбелла в природі мало. Циммерманн (1964) повідомляє, що середня вага хом'яків, виловлених поблизу Манджур і озера Хулун у північній Маньчжурії, становить 23,4 грама.
Влітку шерсть карликового хом'яка Кемпбелла зверху сірувато-коричнево-жовта. Кінчики волосків чорні, основа волосків шиферно-сіра. Чітко окреслена темно-коричнева лінія проходить від шиї до основи хвоста. Вуха сіро-коричневі, губи і щоки кремово-білі, а горло, нижня сторона, хвіст і кінцівки кремово-коричнево-жовті. Волоски на нижній частині тіла також мають шиферно-сіру основу. На плечах, боках і стегнах хутро знизу йде вгору трьома коричнево-жовтими дугами. Верх лап сріблясто-білий. Взимку хутро з верхнього боку світло-сіре без жовтого відтінку.

## Екологія, спосіб життя
Зустрічається в луках, напівпустелях і пустелях; більш ймовірно, що живе на ґрунті з більш твердим субстратом, ніж P. roborovskii. Нори (4–6 вертикальних входів) ведуть до гніздової камери глибиною до 1 м (але зазвичай мілкішої) і харчових сховищ із насінням. Може займати нори Meriones, а не рити свої власні. Живиться переважно насінням і рослинами, але, як відомо, споживає комах. Нічний або сутінковий вид; не впадає в сплячку. Розмножується з квітня по жовтень, виношуючи 3–4 виводки з 4–8 дитинчат після періоду вагітності 20–22 днів. Молоді особини можуть стати репродуктивно активними в перший рік життя.